# Say Nothing
"Say Nothing" (em português: Não diga nada) é uma canção do cantor e rapper britânico Example, lançado como primeiro single de seu quarto álbum de estúdio The Evolution of Man (2012). A canção foi escrita por Example, John McDaid e Dirty South, e produzida por este último. A música apresenta participação na guitarra de Graham Coxon. Ele foi lançado como single do álbum em 16 de setembro de 2012, no Reino Unido, entrando no UK Singles Chart em segundo lugar.

## Antecedentes e lançamento
"Say Nothing" recebeu sua estreia mundial em 30 de julho de 2012 no programa Breakfast Show na Capital FM. A NME confirmou que o single contaria com remixes de Roska, TC, BURNS, Foamo e Hardwell. A entrevista também afirmou que "Say Nothing" e "Perfect Replacement" teria a sua estreia ao vivo em agosto de 2012 no V Festival.
Em 20 de julho de 2012, Example revelou a arte da capa do single no Twitter e confirmou através de um comentário no Facebook que a capa iria apresentar ele mais jovem, em torno de dois anos de idade em camadas sobre uma foto que ele tirou na Áustria, em um avião. Em uma entrevista, ele revelou que a foto original ganhou um concurso de 'olhando bem o bebê' em um jornal local, e ele queria que a a capa do single fosse para ser diferente do popular de 'chato' e procurava ser 'cool'.

## Faixas
| Descarga digital |                                         |         |  |
| N.º              | Título                                  | Duração |  |
| 1.               | "Say Nothing" (Radio Edit)              | 3:46    |  |
| 2.               | "Say Nothing" (Extended Club Mix)       | 5:45    |  |
| 3.               | "Say Nothing" (Hardwell & Dannic Remix) | 6:15    |  |
| 4.               | "Say Nothing" (Foamo Remix)             | 5:41    |  |
| 5.               | "Say Nothing" (Roska Remix)             | 3:37    |  |
| 6.               | "Say Nothing" (TC Remix)                | 3:44    |  |

| Say Nothing (BURNS Remix) - Single |                             |         |  |
| N.º                                | Título                      | Duração |  |
| 1.                                 | "Say Nothing" (BURNS Remix) | 4:39    |  |

| CD single |                                         |         |  |
| N.º       | Título                                  | Duração |  |
| 1.        | "Say Nothing" (Radio Edit)              | 3:46    |  |
| 2.        | "Say Nothing" (Extended Club Mix)       | 5:45    |  |
| 3.        | "Say Nothing" (Hardwell & Dannic Remix) | 6:15    |  |
| 4.        | "Say Nothing" (BURNS Remix)             | 4:39    |  |
| 5.        | "Say Nothing" (Foamo Remix)             | 5:41    |  |
| 6.        | "Say Nothing" (Roska Remix)             | 3:37    |  |
| 7.        | "Say Nothing" (TC Remix)                | 3:44    |  |
| 8.        | "Say Nothing" (Instrumental Edit)       | 3:46    |  |

## Posições
| Parada (2012-13)                 | Posição de pico |
| -------------------------------- | --------------- |
| República Checa (Rádio Top 100)  | 95              |
| Irlanda (IRMA)                   | 22              |
| Escócia (Scottish Singles Chart) | 2               |
| Eslováquia (Rádio Top 100)       | 66              |
| Reino Unido (UK Singles Chart)   | 2               |
| Reino Unido (UK Dance Chart)     | 1               |
| Reino Unido (OCC UK Indie)       | 1               |

## Créditos
- Elliot Gleave - vocal, composição
- Johnny McDaid - composição

Produção
- Dirty South - produção
- Graham Coxon - guitarra
- Tom Goss - guitarra
- Wez Clarke - mixagem, masterização